# Liste der Lokomotiven der Österreichischen Nordwestbahn und der Süd-Norddeutschen Verbindungsbahn
Die Liste der Lokomotiven der Österreichischen Nordwestbahn und der Süd-Norddeutschen Verbindungsbahn bietet eine Übersicht über die Lokomotiven der k.k. privilegierten Österreichischen Nordwestbahn (ÖNWB) und der k.k. privilegierten Süd-Norddeutschen Verbindungsbahn (SNDVB). Enthalten sind auch die Lokomotiven der Lokalbahnen, die für Rechnung der Eigentümer betrieben wurden.

## Eigene Lokomotiven von ÖNWB und SNDVB
Bei der SNDVB bekamen die Lokomotiven entsprechend der Reihenfolge ihrer Beschaffung fortlaufende Nummern und Namen.
Auch bei der ÖNWB wurden die Lokomotiven in derselben Art eingereiht. Im Zuge des gemeinsamen Betriebsvertrages wurde 1872 ein gemeinsames Nummern- und Reihenschema eingeführt.
Namen wurden nur mehr bis 1874 vergeben. Nur die Maschinen der Reihen IIb und IIc erhielten die Namen sowie die Nummern der ausgeschiedenen Lokomotiven der Reihe IIa.
Im gemeinsamen Schema waren folgende Reihen vorhanden:
- Reihe I: Schnellzuglokomotiven
- Reihe II: Personenzuglokomotiven der SNDVB
- Reihe III: Personenzuglokomotiven der ÖNWB
- Reihe IV: Güterzuglokomotiven der SNDVB mit drei gekuppelten Achsen
- Reihe V: Güterzuglokomotiven der ÖNWB mit drei gekuppelten Achsen
- Reihe VI: Güterzuglokomotiven der SNDVB mit vier gekuppelten Achsen
- Reihe VII: Güterzuglokomotiven der ÖNWB mit vier gekuppelten Achsen
- Reihe VIII, IX und X: Lokal- und Verschublokomotiven von SNDVB und ÖNWB

Bei den Nummern waren ursprünglich vorgesehen:
- 1–100: Personenzuglokomotiven
- 101–200: Güterzuglokomotiven mit drei gekuppelten Achsen
- 301–: Güterzuglokomotiven mit vier gekuppelten Achsen

Die Nummern ab 200 waren für zukünftige Dreikuppler, die Nummern über 400 für zukünftige Vierkuppler vorgesehen. Die Ct-Reihe X erhielt 500er-Nummern. Die 2C-Personenzuglokomotiven bekamen Nummern ab 601, die 2C-Schnellzuglokomotiven ab 701. Tatsächlich wurde aber von diesen Richtlinien vielfach abgewichen.
Der Kleinbuchstabe a wurde zur Kennzeichnung von Zwillings-, b zu der von Verbundmaschinen verwendet. Bei der Reihe XVI gab es nur Verbundmaschinen, sodass nur die Variante b existierte. Entsprechend den Lieferungen von verschiedenen Lokomotivfabriken wurden bedarfsweise weitere Kleinbuchstaben zur Unterscheidung benutzt.
| Lokomotiven der Österreichischen Nordwestbahn und der Süd-Norddeutschen Verbindungsbahn (Fahrzeuge der SNDVB sind grau unterlegt) | Lokomotiven der Österreichischen Nordwestbahn und der Süd-Norddeutschen Verbindungsbahn (Fahrzeuge der SNDVB sind grau unterlegt) | Lokomotiven der Österreichischen Nordwestbahn und der Süd-Norddeutschen Verbindungsbahn (Fahrzeuge der SNDVB sind grau unterlegt) | Lokomotiven der Österreichischen Nordwestbahn und der Süd-Norddeutschen Verbindungsbahn (Fahrzeuge der SNDVB sind grau unterlegt) | Lokomotiven der Österreichischen Nordwestbahn und der Süd-Norddeutschen Verbindungsbahn (Fahrzeuge der SNDVB sind grau unterlegt) | Lokomotiven der Österreichischen Nordwestbahn und der Süd-Norddeutschen Verbindungsbahn (Fahrzeuge der SNDVB sind grau unterlegt) | Lokomotiven der Österreichischen Nordwestbahn und der Süd-Norddeutschen Verbindungsbahn (Fahrzeuge der SNDVB sind grau unterlegt) | Lokomotiven der Österreichischen Nordwestbahn und der Süd-Norddeutschen Verbindungsbahn (Fahrzeuge der SNDVB sind grau unterlegt) | Lokomotiven der Österreichischen Nordwestbahn und der Süd-Norddeutschen Verbindungsbahn (Fahrzeuge der SNDVB sind grau unterlegt) | Lokomotiven der Österreichischen Nordwestbahn und der Süd-Norddeutschen Verbindungsbahn (Fahrzeuge der SNDVB sind grau unterlegt) | Lokomotiven der Österreichischen Nordwestbahn und der Süd-Norddeutschen Verbindungsbahn (Fahrzeuge der SNDVB sind grau unterlegt) |
| Reihe | Bild | Anzahl | Hersteller | Baujahre | Bauart | Alte Nr. (bis 1872) | ÖNWB-Nr. (ab 1873) | kkStB-Nr. (ab 1909) | ČSD-Nr. (ab 1925) | Anmerkung |
| --- | --- | --- | --- | --- | --- | --- | --- | --- | --- | --- |
| Ia | | 1 | Sigl | 1873 | 2'B n2 | - | 81 | 201.01 | - | Exponat der Weltausstellung 1873 in Wien, 1874 von der ÖNWB erworben, baugleich zu Südbahn 16a Nr. 301                            |
| Ib | | 2 | Floridsdorf | 1874 | 2'B n2 | - | 82–83 | 401.01 | - | |
| Ic | | 9 | Wiener Neustadt | 1881 | 2'B n2 | - | 84–92 | 301.01–09 | 252.001–008 | |
| Id | | 8 | StEG | 1884 | 2'B n2 | - | 93–100 | 301.10–17 | 252.009–015 | |
| IIa | - | 12 | Maffei | 1857–58 | 2'B n2 | 1–12 | 1–12 | - | - | ab 1883 ausgemustert und durch Reihen IIb und IIc ersetzt                                                                         |
| IIb | | 6 | Floridsdorf | 1883 | 2'B n2 | - | 1–6 | 15.01–06 | - | - |
| IIc | - | 6 | Wiener Neustadt | 1887 | 2'B n2 | - | 7–12 | 15.07–12 | - | - |
| IIIa | - | 30 | Wiener Neustadt | 1870–71 | 2'B n2 | 8–37 | 13–42 | 16.03–30 | 232.002–013 | - |
| IIIb | | 16 | Floridsdorf | 1873 | 2'B n2 | - | 43–58 | 16.31–46 | 232.014–018 | - |
| IVa IVb | | 28 | Hartmann | 1858–59 | C n2 | 13–42 | 101–130 | 133.01–06 | 311.201–202 | ab 1887 Neubekesselung von 12 Lokomotiven und Umzeichnung zur Reihe IVb                                                           |
| Va | | 3 | Sigl | 1869 | C n2 | 5–7 | 133–135 | 35.57–59 | - | |
| Vb | | 20 | Hannover | 1871 | C n2 | 38–57 | 136–155 | 151.01–19 | 312.201–213 | |
| Vc | | 12 | Schwartzkopff | 1871 | C n2 | 58–69 | 156–167 | 151.20–31 | 312.214–222 | |
| Vd | | 16 | Floridsdorf | 1871 | C n2 | 70–85 | 168–183 | 35.32–46 | 312.223–233 | |
| Ve | | 10 | Floridsdorf | 1871–72 | C n2 | 86–91 | 184–193 | 35.47–55 | 312.234–239 | |
| VI | | 6 | Floridsdorf | 1873 | D n2 | - | 301–306 | 271.01–06 | 411.101–104 | |
| VIIa | | 20 | Sigl | 1873 | Dn2 | - | 321–340 | 171.01–20 | 411.001–019 | Die Nr. 340 CONRAD VORLAUF ist museal erhalten.                                                                                   |
| VIIb | | 14 | Floridsdorf | 1874 | D n2 | - | 341–354 | 171.29–42 | 411.027–040 | |
| VIIc | | 10 | Esslingen | 1882 | D n2 | - | 355–364 | 171.43–52 | 411.041–050 | |
| VIId | | 5 | Wiener Neustadt | 1883 | D n2 | - | 365–369 | 171.53–57 | 411.051–054 | |
| VIIe | | 6 | Floridsdorf | 1883 | D n2 | - | 370–374 | 171.58–62 | 411.055–059 | |
| VIII | | 4 | Sigl | 1869 | B n2t | - | 481–484 | 389.01–02 | - | 1876 mit vergrößertem Tender und hinterer Laufachse nachgerüstet                                                                  |
| IXa | | 1 | Floridsdorf | 1879 | A1 n2t | - | 401 | 3.001 | - | - |
| IXb | | 9 | Floridsdorf | 1880 | A1 n2t | - | 402–410 | 4.001–008 | M 112.001–003 | - |
| Xa | | 7 | Schwartzkopff | 1882 | C n2t | - | 501–507 | 163.05–11 | 314.205–211 | - |
| Xb | | 4 | Floridsdorf | 1881 | C n2t | - | 508–511 | 163.01–04 | 314.201–204 | - |
| Xc | | 10 | StEG | 1884 | C n2t | - | 512–521 | 163.12–21 | 314.212–221 | - |
| Xd | | 4 | Floridsdorf | 1890 | C n2t | - | 551–554 | 163.22–25 | 314.222–222 | - |
| Xe | | 20 | Floridsdorf | 1891–1901 | C n2t | - | 522–541 | 163.26–41 163.48–51 | 314.226–251 | - |
| Xe | | 6 | StEG | 1896–1898 | C n2t | - | 561–566 | 163.42–47 | 314.252–221 | - |
| XIa | | 10 | Floridsdorf | 1889 | C n2 | - | 241–250 | 55.01–10 | 324.001–003 | - |
| XIb | | 10 | Floridsdorf | 1893–1899 | C n2 | - | 251–260 | 55.11–20 | 324.004–006 | - |
| XIIa | | 6 | Floridsdorf | 1891 | 2'B n2 | - | 61–66 | 102.01–06 | 254.101–102 | |
| XIIb | | 5 | Floridsdorf | 1892 | 2'B n2 | - | 76–88 | 102.20–24 | 254.110–113 | |
| XIIc | | 7 | Floridsdorf | 1895–1896 | 2'B n2 | - | 67–72 | 102.07–14 | 254.103–106 | |
| XIIc | | 5 | Floridsdorf | 1896 | 2'B n2 | - | 681–685 | 102.15–19 | 254.107–109 | |
| XIII | | 18 | StEG | 1891–1896 | C n2 | - | 201–218 | 155.01–18 | 314.101–107 | - |
| XIVa | | 5 | StEG | 1896–1900 | 2'C n2 | - | 601–605 | 11.01–05 | 354.401–405 | |
| XIVb | | 11 | StEG | 1896–1909 | 2'C n2v | - | 611–615 624–629 | 11.11–15 11.24–29 | 354.406–410 354.419–424 | |
| XIVb | | 8 | StEG | 1903 | 2'C n2v | - | 616–623 | 11.16–23 | 354.411–418 | |
| XV | | 5 | Floridsdorf | 1895 | C n2t | - | 451–455 | 162.16–20 | 313.415–419 | |
| XVIb | | 8 | StEG | 1901 | 2'B1' n2v | - | 701–708 | 208.01–08 | 264.401–408 | - |
| XVIIa | | 4 | Floridsdorf | 1902 | 1'C n2 | - | 281–284 | 360.01–04 | - | - |
| XVIIb | | 16 | Floridsdorf | 1901–1904 | 1'C n2v | - | 261–276 | 360.11–26 | - | - |
| XVIIc | | 11 | Floridsdorf | 1901–1904 | 1'C n2v | - | 285 221–230 | 460.01 460.14–23 | - | - |
| XVIIc | | 12 | Floridsdorf | 1901–1904 | 1'C n2v | - | 289–300 | 460.02–13 | - | - |
| XVIId | | 3 | StEG | 1906 | 1'C n2v | - | 286–288 | 360.100 360.500–501 | - | - |
| XVIII | | 4 | StEG | 1904–1905 | 2'C n3v | - | 751–754 | 309.01–04 | 354.301–304 | - |
| XIX | | 4 | StEG | 1904–1905 | 2'C n4v | - | 776–779 | 209.01–04 | 354.201–204 | - |

## Lokomotiven der für Rechnung der Eigentümer betriebenen Lokalbahnen
Mit der Übernahme der Betriebsführung kamen auch die Lokomotiven der Lokalbahnen in den Betriebspark von SNDVB und ÖNWB. Die Nummern der Lokalbahnlokomotiven erhielten für jeden Eigentümer separat eigene Nummernkreise, ergänzt durch einen Kennbuchstaben für den Eigentümer. So steht zum Beispiel das L für den Eigentümer ÖLEG, M für die Lokalbahn Melnik–Mscheno. Eine gewisse Ausnahme bildeten nur die Lokomotiven der Kuttenberger Lokalbahn, die als Betriebsnummern ihre vom Hersteller vergebenen Werksnummern führten. 
| Lokomotiven der für Rechnung der Eigentümer betriebenen Lokalbahnen | Lokomotiven der für Rechnung der Eigentümer betriebenen Lokalbahnen | Lokomotiven der für Rechnung der Eigentümer betriebenen Lokalbahnen | Lokomotiven der für Rechnung der Eigentümer betriebenen Lokalbahnen | Lokomotiven der für Rechnung der Eigentümer betriebenen Lokalbahnen | Lokomotiven der für Rechnung der Eigentümer betriebenen Lokalbahnen | Lokomotiven der für Rechnung der Eigentümer betriebenen Lokalbahnen | Lokomotiven der für Rechnung der Eigentümer betriebenen Lokalbahnen | Lokomotiven der für Rechnung der Eigentümer betriebenen Lokalbahnen | Lokomotiven der für Rechnung der Eigentümer betriebenen Lokalbahnen |
| ÖNWB-Nr.                                                            | Bild                                                                | Einsatzort                                                          | Hersteller                                                          | Baujahre                                                            | Bauart                                                              | kkStB-Nr. (ab 1909)                                                 | ČSD-Nr. (ab 1925)                                                   | Anmerkung                                                           |                                                                     |
| ------------------------------------------------------------------- | ------------------------------------------------------------------- | ------------------------------------------------------------------- | ------------------------------------------------------------------- | ------------------------------------------------------------------- | ------------------------------------------------------------------- | ------------------------------------------------------------------- | ------------------------------------------------------------------- | ------------------------------------------------------------------- | ------------------------------------------------------------------- |
| 1A–4A                                                               |                                                                     | Lokalbahn Großpriesen–Wernstadt–Auscha                              | Floridsdorf                                                         | 1890–1891                                                           | C n2t                                                               | 162.01–04                                                           | 313.401–404                                                         | baugleich zu ÖNWB-Reihe XV                                          |                                                                     |
| 1G–2G                                                               |                                                                     | Reichenberg-Gablonz-Tannwalder Eisenbahn                            | Wiener Neustadt                                                     | 1888                                                                | D n2t                                                               | 78.10–11                                                            | 400.001–002                                                         |                                                                     |                                                                     |
| 5G–6G                                                               |                                                                     | Reichenberg-Gablonz-Tannwalder Eisenbahn                            | Krauss/Linz                                                         | 1888                                                                | C n2t                                                               | 293.20–21                                                           | 300.201-202                                                         |                                                                     |                                                                     |
| 11G–15G                                                             |                                                                     | Reichenberg-Gablonz-Tannwalder Eisenbahn                            | Krauss/Linz                                                         | 1894–1909                                                           | C n2t                                                               | 162.24–30                                                           | 313.424-430                                                         | baugleich zu ÖNWB-Reihe XV                                          |                                                                     |
| 21G–23G                                                             |                                                                     | Reichenberg-Gablonz-Tannwalder Eisenbahn                            | Floridsdorf                                                         | 1894–1909                                                           | D1'zz n4t                                                           | 169.50-52                                                           | 404.001-003                                                         | Zahnradlokomotive                                                   |                                                                     |
| 1087K–1088K                                                         |                                                                     | Kuttenberger Lokalbahn                                              | Krauss/München                                                      | 1882                                                                | C n2t                                                               | 96.05-06                                                            | 300.501-502                                                         |                                                                     |                                                                     |
| 105L–108L                                                           |                                                                     | Lokalbahn Časlau–Zawratec                                           | Floridsdorf                                                         | 1881–1882                                                           | B n2t                                                               | 183.01–04                                                           | -                                                                   | ÖLEG-Reihe B                                                        |                                                                     |
| 503L–504L 507L–509L                                                 |                                                                     | Lokalbahn Časlau–Zawratec Lokalbahn Königshan–Schatzlar             | Floridsdorf                                                         | 1881–1902                                                           | C n2t                                                               | 93.13–14 93.15–17                                                   | 0 300.102                                                           | ÖLEG-Reihe F                                                        |                                                                     |
| 1M–3M                                                               |                                                                     | Lokalbahn Melnik–Mscheno                                            | Krauss/Linz                                                         | 1897                                                                | C n2t                                                               | 262.01-03                                                           | 311.401-403                                                         |                                                                     |                                                                     |
| 1S–2S                                                               |                                                                     | Lokalbahn Častolowitz–Reichenau an der Kněžna–Solnitz               | Floridsdorf                                                         | 1893                                                                | C n2t                                                               | 162.14–15                                                           | 313.413-414                                                         | baugleich zu ÖNWB-Reihe XV                                          |                                                                     |